# Aleksei Isayev
Bản mẫu:Eastern Slavic name
Aleksei Aleksandrovich Isayev (tiếng Nga: Алексей Александрович Исаев; sinh ngày 9 tháng 11 năm 1995) là một cầu thủ bóng đá người Nga thi đấu cho F.K. Zenit-2 St. Petersburg.

## Sự nghiệp câu lạc bộ
Anh có màn ra mắt tại Giải bóng đá Quốc gia Nga cho FC Yenisey Krasnoyarsk vào ngày 30 tháng 9 năm 2014 trong trận đấu với F.K. Dynamo Sankt Peterburg.